# ティッカネン
ティッカネン（Tikkanen、1991年 - ）はフランスの競走馬、種牡馬。1994年のブリーダーズカップ・ターフを制した。馬名はフィンランドのアイスホッケープレイヤー、イーサ・ティッカネン (Esa Tikkanen) から。

## 戦績
1993年10月にデビューし初戦を勝利。その後G1クリテリウムドサンクルーに出走し3着となり、2歳シーズンを終える。
1994年は準重賞で3着となったのちG2グレフュール賞に勝利し重賞初勝利。しかしその後は入着はするものの勝てなくなり、イタリア大賞4着を最後にアメリカ合衆国に移籍する。
アメリカ初戦はターフクラシック招待ステークス。6番人気と注目されなかったが、クビ差で制しG1競走初勝利を挙げる。次に陣営が選んだ競走はブリーダーズカップ・ターフ。ここで鞍上に名手マイク・スミスを起用。今年9戦8勝のパラダイスクリークをはじめ名牝ハトゥーフやティッカネンが敗れたリュパン賞、ジョッケクルブ賞の勝ち馬セルティックアームズなどが出走し、この年最高とも言われるメンバーが揃いティッカネンは6番人気になっていた。しかしレースではハトゥーフに1馬身1/2をつけレコードタイムで勝利、G1競走2連勝となった。
4歳になったティッカネンは初戦をジョッキークラブステークスとし1番人気で出走するがクビ差の2着に敗れる。続くコロネーションカップも1番人気に推されるが4着となり、結局ブリーダーズカップ・ターフ後は1勝も出来ずにハリウッドターフカップ7着を最後に引退した。

## 競走成績
| 出走日         | 競馬場             | 競走名                     | 格 | 距離     | 着順 | 騎手             | 着差      | 1着（2着）馬     |
| -------------- | ------------------ | -------------------------- | -- | -------- | ---- | ---------------- | --------- | ---------------- |
| 1993年10月07日 | エヴリ             | サンピエールアジフ賞       |    | 芝1600m  | 1着  | G.ギニャール     |           | (Turbo Fan)      |
| 1993年10月13日 | サンクルー         | クリテリウムドサンクルー   | G1 | 芝2000m  | 3着  | G.ギニャール     | 5 1/2馬身 | Sanshack         |
| 1994年04月04日 | ロンシャン         | クールセル賞               | LR | 芝2100m  | 3着  | C.アスムッセン   | 2 3/4馬身 | Rainbow Dancer   |
| 1994年04月24日 | ロンシャン         | グレフュール賞             | G2 | 芝2100m  | 1着  | C.アスムッセン   | ハナ      | (Solid Illusion) |
| 1994年05月15日 | ロンシャン         | リュパン賞                 | G1 | 芝2100m  | 3着  | C.アスムッセン   | 1 3/4馬身 | Cletic Arms      |
| 1994年06月05日 | シャンティイ       | ジョッケクルブ賞           | G1 | 芝2400m  | 4着  | C.アスムッセン   | 2 3/4馬身 | Cletic Arms      |
| 1994年06月26日 | カラ               | アイリッシュダービー       | G1 | 芝12f    | 5着  | W.スウィンバーン | 14馬身    | Balanchine       |
| 1994年08月28日 | バーデンバーデン   | フュルシュテンベルクレネン | G3 | 芝2200m  | 2着  | R.コクレーン     | ハナ      | Twen             |
| 1994年09月18日 | サンシーロ         | イタリア大賞               | G1 | 芝2400m  | 4着  | L.デットーリ     | 1馬身     | Close Conflict   |
| 1994年10月08日 | ベルモントパーク   | ターフクラシック招待S      | G1 | 芝12f    | 1着  | C.アスムッセン   | クビ      | (Vaudeville)     |
| 1994年11月05日 | チャーチルダウンズ | ブリーダーズカップ・ターフ | G1 | 芝12f    | 1着  | M.スミス         | 1 1/2馬身 | (Hatoof)         |
| 1995年05月05日 | ニューマーケット   | ジョッキークラブS          | G2 | 芝12f    | 2着  | C.アスムッセン   | クビ      | Only Royale      |
| 1995年06月10日 | エプソム           | コロネーションカップ       | G1 | 芝12f10y | 4着  | C.アスムッセン   | 3馬身     | Sunshack         |
| 1995年07月02日 | サンクルー         | サンクルー大賞             | G1 | 芝12f    | 4着  | C.アスムッセン   | 4馬身     | Camegie          |
| 1995年09月16日 | ベルモントパーク   | マンノウォーステークス     | G1 | 芝11f    | 8着  | M.スミス         | 7馬身     | Milkom           |
| 1995年10月07日 | ベルモントパーク   | ターフクラシック招待S      | G1 | 芝12f    | 6着  | M.スミス         | 9馬身     | Turk Passer      |
| 1995年12月10日 | ハリウッドパーク   | ハリウッドターフカップ     | G1 | 芝12f    | 7着  | C.アスムッセン   | 3馬身     | Royal Chariot    |

## 引退後
引退後は日本に輸入され、アロースタッドで種牡馬として繋養されていた。血統内にノーザンダンサーもサンデーサイレンスも入っていないことから期待されていたが、活躍馬は出ず2003年にアイルランドに売却された。

### 主な産駒
- サクセスストレイン （クイーンカップ）[1]

### ブルードメアサイアーとしての主な産駒
- サンバビーン（父スズカマンボ：ノースクイーンカップ、ビューチフルドリーマーカップ。2015年度NARグランプリサラブレッド4歳以上最優秀馬）[2]

## 血統表
| ティッカネン (Tikkanen)の血統 | ティッカネン (Tikkanen)の血統                | ティッカネン (Tikkanen)の血統                | （血統表の出典）                             | （血統表の出典） |
| 父系                          | カロ系                                       | カロ系                                       | カロ系                                       | [ § 2 ]          |
| 父 Cozzene 1980 芦毛          | 父の父Caro 1967 芦毛                         | *フォルティノ                                | Grey Sovereign                               | Grey Sovereign   |
| 父 Cozzene 1980 芦毛          | 父の父Caro 1967 芦毛                         | *フォルティノ                                | Ranavalo                                     |                  |
| 父 Cozzene 1980 芦毛          | 父の父Caro 1967 芦毛                         | Chambord                                     | Chamossaire                                  | Chamossaire      |
| 父 Cozzene 1980 芦毛          | 父の父Caro 1967 芦毛                         | Chambord                                     | Life Hill                                    |                  |
| 父 Cozzene 1980 芦毛          | 父の母Ride the Trails 1971 鹿毛              | Prince John                                  | Princequillo                                 | Princequillo     |
| 父 Cozzene 1980 芦毛          | 父の母Ride the Trails 1971 鹿毛              | Prince John                                  | Not Afraid                                   |                  |
| 父 Cozzene 1980 芦毛          | 父の母Ride the Trails 1971 鹿毛              | Wildwook                                     | Sir Gaylord                                  | Sir Gaylord      |
| 父 Cozzene 1980 芦毛          | 父の母Ride the Trails 1971 鹿毛              | Wildwook                                     | Blue Canoe                                   |                  |
| 母 Reiko 1979 栗毛            | 母の父*ターゴワイス 1970 鹿毛                | Round Table                                  | Princequillo                                 | Princequillo     |
| 母 Reiko 1979 栗毛            | 母の父*ターゴワイス 1970 鹿毛                | Round Table                                  | Knight's Daughter                            |                  |
| 母 Reiko 1979 栗毛            | 母の父*ターゴワイス 1970 鹿毛                | Matriarch                                    | Bold Ruler                                   | Bold Ruler       |
| 母 Reiko 1979 栗毛            | 母の父*ターゴワイス 1970 鹿毛                | Matriarch                                    | Lyceum                                       |                  |
| 母 Reiko 1979 栗毛            | 母の母Beronaire 1974 栗毛                    | *リベロ                                      | Ribot                                        | Ribot            |
| 母 Reiko 1979 栗毛            | 母の母Beronaire 1974 栗毛                    | *リベロ                                      | Libra                                        |                  |
| 母 Reiko 1979 栗毛            | 母の母Beronaire 1974 栗毛                    | *ノーラツク                                  | Lucky Debonair                               | Lucky Debonair   |
| 母 Reiko 1979 栗毛            | 母の母Beronaire 1974 栗毛                    | *ノーラツク                                  | No Teasing (1-x)                             |                  |
| 母系(F-No.)                   | 1号族(FN:1-s)                                | 1号族(FN:1-s)                                | 1号族(FN:1-s)                                | [ § 3 ]          |
| 5代内の近親交配               | Princequillo 4×4=12.50%、Nasrullah 5×5=6.25% | Princequillo 4×4=12.50%、Nasrullah 5×5=6.25% | Princequillo 4×4=12.50%、Nasrullah 5×5=6.25% | [ § 4 ]          |
| 出典                          | 1. 2. 3. 4.                                  | 1. 2. 3. 4.                                  | 1. 2. 3. 4.                                  | 1. 2. 3. 4.      |

- 母Reikoは和田共弘の生産馬。
- 半兄にTurgeon（アイリッシュセントレジャー、ロワイヤルオーク賞）[4]
- 祖母Beronarieの半弟にモガミ、近親にメジロパーマー、Regal Gleam[5]